# Крива (заповідне урочище)
Крива — заповідне урочище місцевого значення. Об'єкт розташований на території Городенківського району Івано-Франківської області, Чернелицьке лісництво, квартал 7, виділи 5—8.
Площа — 64,0000 га, статус отриманий у 1993 році.